# Greenhouse (Leo Kottke)
Greenhouse è un album del musicista statunitense Leo Kottke, pubblicato dall'etichetta discografica Capitol nel gennaio 1972.
L'album è prodotto da Denny Bruce. L'interprete è autore unico di 4 brani.

## Tracce

### Lato A
1. Bean Time
2. Tiny Island
3. The Song of the Swamp
4. In Christ There Is No East or West
5. Last Steam Engine Train
6. From the Cradle to the Grave

### Lato B
1. Louise
2. The Spanish Entomologist
3. Owls
4. You Don't Have to Need Me
5. Lost John